# بوبي هربرت
بوبي هربرت (بالإنجليزية: Bobby Herbert)‏ (21 نوفمبر 1925 بغلاسكو في المملكة المتحدة - 31 ديسمبر 2006) هو لاعب كرة قدم بريطاني (وحمل سابقاً جنسية المملكة المتحدة لبريطانيا العظمى وأيرلندا) في مركز نصف الجناح. لعب مع نادي بريتشين سيتي ونادي دونكاستر روفرز ونادي كينغز لين ونادي لانارك الثالث ونادي ألبيون روفرز.